# 長崎県道130号加津佐停車場山口線
長崎県道130号加津佐停車場山口線（ながさきけんどう130ごう かづさていしゃじょうやまぐちせん）は、長崎県南島原市を通る一般県道である。

## 概要
南島原市加津佐町乙から南島原市加津佐町戊（ぼ）に至る。路線名の加津佐停車場は2008年（平成20年）3月31日まで存在した島原鉄道線 加津佐駅のことである。
国道251号小浜方面から国道389号間のショートカットになる。

### 路線データ
- 起点：南島原市加津佐町乙（野田交差点、国道251号交点）
- 終点：南島原市加津佐町戊（国道389号交点）
- 総延長：3 km

## 歴史
- 1958年（昭和33年）7月15日 - 長崎県告示第365号により、県道加津佐停車場山口線として路線認定される（当時の整理番号は53）[1]。
- 2008年（平成20年）4月1日 - 路線名の由来となっている島原鉄道線加津佐駅廃駅。

## 路線状況

### 道路施設

#### 橋梁
- 堀川橋（堀川、南島原市）

## 地理

### 通過する自治体
- 南島原市

### 交差する道路
| 交差する道路                                         | 交差する場所     | 交差する場所      |
| ---------------------------------------------------- | ---------------- | ----------------- |
| 国道251号                                            | 加津佐町乙       | 野田交差点 / 起点 |
| 国道389号 島原半島広域農道 / 雲仙グリーンロード 重複 | 加津佐町戊（ぼ） | 終点              |

### 沿線
- 南島原市役所 加津佐支所
- 南島原市立野田小学校
- 南島原市立加津佐中学校